# Maria Kleine-Gartman

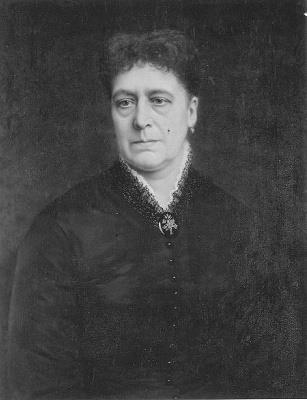
Maria Johanna Gartman

Maria Johanna Kleine-Gartman (* 31. Dezember 1818 in Den Haag; † 30. September 1885 in Amsterdam) war eine niederländische Schauspielerin.

## Leben
Maria Gartman wurde am 31. Dezember 1818 in Den Haag geboren. Sie war die älteste von fünf Kindern des Schauspielers Laurens Gartman (1792–1828) und der Schauspielerin Philippina Maria Jelgerhuis. Sie stammte aus einer großen Schauspielerfamilie. Ihr Großvater Johannes Jelgerhuis (1770–1836), war nicht nur Schauspieler, sondern auch Autor eines Werks über theoretische Lehren über Gestikulation und Mimikry aus dem Jahr 1827, ihre Mutter spielte hauptsächlich in Tragödien und stand, wie ihr Vater, mit der Stadsschouwburg Amsterdam in Verbindung. So lernte sie auch früh andere Schauspieler kennen, wie Andries Snoek (1766–1829), der großen Eindruck auf sie machte. Auch ihre Schwestern Alida Margaretha und Johanna Clare wurden Schauspielerinnen.

### Bühnenjahre
Ihr Vater starb, als sie zehn Jahre alt war. Im Alter von dreizehn Jahren traten sie und ihre Schwester Alida zum ersten Mal auf der Bühne bei einem Benefizauftritt für ihre Mutter, in „De Witte Pelgrim, of de Wezen van het Gehucht Olival“, auf und sie begann mit einer Ausbildung für Bühnentänzer an der Städtischen Tanzschule Amsterdam. Für den Tanz hatte sie wenig Talent, jedoch war sie eine begabte Pantomimin. Als sie etwa 15 Jahre als war spielte sie kurzfristig als Pantomimespielerin bei einer reisenden Theatergruppe. Im August 1834 erhielten die 16-jährige Marie und ihre Schwester Alida einen Vertrag als Schauspielstudenten am Amsterdamer Stadttheater. Mit einem Honorar von 350 Gulden wurde sie 1836 offiziell Schauspielerin der Stadsschouwburg Amsterdam. Sie heiratete am 8. Dezember 1836 in Amsterdam den Musiker Leonard Ambrosius Kleine (1818–1883). Sie hatten eine Tochter, Maria Johanna. Diese wurde 1837 geboren und starb 1863 im Alter von 25 Jahren.
Als sie an der Stadsschouwburg ihr erstes Engagement begann, wirkten vier große Schauspielerinnen dort: Jacoba Maria Majofski, ihre Schwester Louiza Johanna Majofski, Maria Francisca Bia und Christina da Silva. Dies machte den Start ihrer Karriere nicht einfach. Sie verließ 1846 die Stadsschouwburg, um im Salon des Variétés von Jean Eugène Duport im Nes zu spielen, wo ihr Gehalt im ersten Jahr 1300 Gulden betrug. Dort ersetzte sie ihre Schwester Alida, die nach Niederländisch-Ostindien gegangen war. Ihr Ehemann wurde Orchestermeister im Salon. Sie trat auch als Sängerin im Salon auf und soll eine gute Gesangsstimme gehabt haben.
Kleine-Gartman kehrte 1856 an die Stadsschouwburg zurück. Dort trat sie bis 1859 auf. In dem Jahr verließ der Theaterdirektor Jan Eduard de Vries das Theater. Einige Schauspieler, darunter Kleine-Gartman, schlossen sich unter dem Namen „Vereenigde Tooneelisten“ zusammen und verließen die Stadsschouwburg, um weiterhin unter De Vries zu arbeiten. Sie kehrte erneut 1863 an die Stadsschouwburg zurück, wo sie nun große Rollen erhielt. Obwohl ihr zuvor der Ruf galt, kein Talent für Tragödien zu haben, glänzte sie in dieser Zeit in Tragödien, in Titelrollen wie der Königin Elisabeth und Judith, Deborah, Maria Stuart und Medea. Aber auch in komischen Rollen und in „zivilen Rollen“ feierte sie Erfolge. Als die Stadsschouwburg 1872 aufgrund von Renovierungsplänen geschlossen wurde, kehrte sie zu den  „Vereenigde Tooneelisten“ zurück. Sie blieb dort aber nur bis 1876 um sich der neuen Gruppe Koninklijke Vereeniging Het Nederlandsch Tooneel anzuschließen. Dem Gründer Hendrik Jan Schimmel (1823–1906), Bankier, Dichter und Dramatiker, war es mit seinem idealistischen Programm gelungen, viele der besten Schauspieler des Landes für den Verein zu gewinnen. Die Truppe spielte drei Jahre lang in der Stadsschouwburg, danach zog ein Teil unter dem Namen Vereeniging zum Grand Théâtre der Gebrüder Van Lier in der Amstelstraat. 1882 kehrte man zur Stadsschouwburg zurück.
Sie feierte ihr 50-jähriges Bühnenjubiläum als Schauspielerin mit dieser Gruppe und verabschiedete sich gleichzeitig von der Bühne. Das Ensemble reiste mit einer Aufführung von Juffrouw Serklaas, einem Stück von Schimmel, durch das Land. Überall wurde die berühmte Schauspielerin mit Ehrungen empfangen, denn Theaterliebhaber im ganzen Land wollten sich von „ihrer“ ersten Schauspielerin verabschieden.

### Ausbildung junger Schauspielerinnen und Schauspieler
Der Tooneelverbond gründete 1874 in Amsterdam eine Theaterschule, die einen Berufsausbildungskurs unterhielt, der mit Allgemeinbildung kombiniert wurde. Dort unterrichtete Kleine-Gartman von 1874 bis zu ihrem Tod. Sie übte dabei großen Einfluss auf die Ausbildung junger Schauspielerinnen und Schauspieler aus. Da die Schule nicht über viel Geld verfügte, verzichtete sie auf die Hälfte ihres Gehaltes um die Schule zu unterstützen. Sie erklärte, dass sie nach ihrer langen Karriere zu der Überzeugung gelangt sei, „dass Übung, Entwicklung und vor allem Zivilisation, auch bei größter angeborener Begabung, die Voraussetzungen dafür sind, eine wahre Künstlerin zu werden“. Sie legte in ihrem Unterricht großen Wert auf die Kunst, gut zu sprechen, wie sie es selbst als Grundlage der Schauspielerei von Andries Snoek gelernt hatte, und auf eine natürliche Darstellung des Textes. Darüber hinaus legte sie Wert darauf, dass sich die Schauspieler würdevoll verhielten, und betonte daher in ihrem Unterricht die Bedeutung der Zivilisation. Zu ihren Schülerinnen und Schülern gehörten Elisabeth Christine Poolman, Anna Sablairolles, Betty Holtrop-van Gelder, Adriaan van der Horst und Henri Albers.
Nicht lange nach ihrer Abschiedstournee im Jahr 1885 starb Maria Johanna Kleine-Gartman am 30. September 1885 in ihrem Haus in Amsterdam. Ihrem Wunsch entsprechend wurde aus dem Erlös ihres Nachlasses ein Fonds zur Unterstützung alter Schauspieler gegründet, der Kleine-Gartman-Fonds.